# Dế Mèn: Cuộc phiêu lưu tới Xóm Lầy Lội
Dế Mèn: Cuộc phiêu lưu tới Xóm Lầy Lội là một bộ phim điện ảnh hoạt hình Việt Nam ra mắt năm 2025 thuộc thể loại phiêu lưu do Mai Phương đạo diễn, được lấy cảm hứng từ tác phẩm văn học Dế mèn phiêu lưu ký của nhà văn Tô Hoài. Phim có sự tham gia của các diễn viên lồng tiếng như Trần Hoàng Sơn, Thái Văn Minh Vũ, Nguyễn Anh Tuấn, Trần Khánh Hoàng, Hồ Tiến Đạt, Trí Luân, Lê Quang Tuyên, Trần Vũ, Lê Bống, Võ Huyền Chi, Ali Thục Phương và Lê Vũ Kim Ngọc.

## Nội dung
Phim kể về hành trình khám phá của hai anh em Dế Mèn và Dế Trũi ở Xóm lầy Lội, một thành phố được xây dựng từ rác thải tái chế, đứng đầu là Đại vương Ếch Cốm, cùng Tổng Cóc và lũ tùy tùng ếch nhái. Trong cuộc hành trình của mình, họ gặp được và kết bạn những người bạn mới như Gián Đệp, Bọ Râu Que và Nhện Nước, cùng nhau vượt qua những khó khăn, nguy hiểm và âm mưu đen tối ẩn giấu sau vẻ ngoài tráng lệ của Xóm Lầy Lội.

## Lồng tiếng
- Trần Hoàng Sơn vai Dế Mèn, Nhái Mõ, Bọ Ngựa Xi
- Thái Văn Minh Vũ vai Dế Trũi, Tổng Cóc (miền Bắc)
- Nguyễn Anh Tuấn vai Gián Đệp, Bọ Ngựa Siu, Bác học Ruồi Giấm, Chuồn Chuồn (miền Nam)
- Trần Khánh Hoàng vai Tổng Cóc (miền Nam)
- Hồ Tiến Đạt vai Đại vương Ếch Cốm
- Trí Luân vai Châu Chấu Đại vương
- Lê Quang Tuyên vai Võ sỹ Bọ Ngựa, Bọ Râu Que
- Trần Vũ vai Xén Nhỏ
- Lê Bống vai Nhện Nước (miền Bắc)
- Võ Huyền Chi vai Nhện nước (miền Nam)
- Ali Thục Phương vai Chuồn Chuồn (miền Bắc)
- Lê Vũ Kim Ngọc vai Chuồn Chuồn (miền Nam)

## Sản xuất
Theo nhà sản xuất Vũ Duy Nam, đoàn làm phim đã có 10 năm ấp ủ về một dự án phim hoạt hình thuần Việt và thực hiện trong vòng hơn 2 năm, với ekip gồm hàng trăm người là họa sĩ, thiết kế đồ họa, nhạc sĩ, diễn viên lồng tiếng thực hiện, cùng với đó là hàng trăm sinh viên của Trường Đại học Công nghệ thông tin và Truyền thông, Đại học Thái Nguyên. Trước khi dự án bắt đầu, đội ngũ sản xuất cùng với gia đình của cố nhà văn Tô Hoài đã có những thống nhất kỹ càng khi chuyển thể tác phẩm, đặc biệt là khi phim không giữ nguyên hoàn toàn bản gốc mà có những thay đổi, từ đó khai thác câu chuyện theo một cách mới, hiện đại và gần gũi hơn với các khán giả trẻ.